# Euskalmet
Euskalmet ist ein baskischer Wetterdienst mit Sitz in Vitoria-Gasteiz.
Euskalmet wurde 1990 als Baskische Kommission für Meteorologie von der baskischen Regierung gegründet. Der Name setzt sich zusammen aus Teilen der baskischen Namen Euskal und Meteorologia Agentzia.
Der amtierende Direktor ist Pedro Anitua Aldekoa, der unter der Leitung von Estefanía Beltrán de Heredia (Sicherheitsberaterin der baskischen Regierung) steht.
Zu den meteorologischen Diensten und Informationen, die die Direktion für Notfallversorgung und Meteorologie den Bürgern, Unternehmen und Verwaltungen zur Verfügung stellt, gehört auch die Ausstellung von Bescheinigungen über die gesammelten meteorologischen Daten, insbesondere an Versicherungsunternehmen und Gerichte im Schadensfall.